# Charles Helsen
Charles Henri Helsen (Meerhout, 7 februari 1791 - Brussel, 1 december 1842) was een Belgisch rooms-katholiek priester en stichter van een eigen schismatieke kerk.

## Levensloop
Charles Helsen was een van de acht kinderen van Jacobus Norbertus Helsen en Maria Theresia Peermans. Hij trad in 1809 in het seminarie in Mechelen en werd er tot priester gewijd. Hij volbracht er goede studies en behaalde zelfs een eerste prijs in de godgeleerdheid. Zijn oversten stelden vast dat hij 'vol ijver' was, maar ook nogal incoherent, soms zelfs bizar, in zijn activiteiten.
In 1817 werd hij onderpastoor in de Sint-Gertrudiskerk van Nijvel. Hij had twee broers die eveneens priester werden en met wie hij hevige botsingen had: Jan Baptist Helsen (°1778), pastoor in Opglabbeek, en Amandus Helsen (1787-1856), pastoor in Thines bij Nijvel. Amandus was streng ultramontaans, terwijl Charles evolueerde in orangistische en liberale richting en op godsdienstig vlak aanhanger was van de eerder voltairiaanse zienswijzen van Willem I en zijn ambtenaren. In 1818 gebood de vicaris-generaal hem om zijn jonge dienstmeid op te zeggen. Het jaar daarop werd hij verzocht te verhuizen uit een huis waar jonge meisjes inwoonden. 
Hij vond van zichzelf dat hij het goed deed en een bevordering verdiende. In 1819 werd hij pastoor benoemd in Baisy-Thy, waar hij bleef tot in 1825. Hij maakte er ruzie met verschillende prominenten, waardoor de aartsbisschop, na heel wat geduld te hebben geoefend, hem naar een Nederlandstalige parochie wilde verplaatsen. Hij weigerde, verliet Baisy-Thy en ging op de Kolenmarkt in Brussel wonen. Hij werd biechtvader in de kerk van de rijke klaren en begon aan een wat riskante carrière van predikant.
Weldra werden zijn preken de gelegenheid om hevige antiklerikale beschouwingen te uiten en de clerus te beschuldigen van haat, kwaadsprekerij en lasterpraat, van samenwonen met vrouwen en van homoseksualiteit. Hij kreeg na korte tijd verbod vanwege de aartsbisschop om nog verder te preken of biecht te horen.

## DeEglise catholique-apostoliqueof Johannitische Kerk
Helsen ging vanaf 1833 volledig zijn eigen weg. In een lokaal op het adres Fabriekstraat, de voormalige tempel van de vrijmetselaarsloge La Concorde, stichtte hij zijn eigen kerk, de katholiek-apostolische kerk. Hij richtte zich achtereenvolgens tot eerste minister Charles Rogier, tot Brussels burgemeester Nikolaas Rouppe en tot de Kamer van volksvertegenwoordigers om hetzij een gratis lokaal, hetzij een jaarlijkse toelage te verkrijgen. Hij kreeg nergens gehoor. Hij kreeg wel aanhangers, voornamelijk in de Brusselse arbeidersklasse en bij enkele liberale voormannen, zoals Alexandre Gendebien, Pierre-Théodore Verhaegen en enkele schrijvers in de uiterst linkse pers, zoals Lucien Jottrand. Voor zijn godsdienstige plechtigheden en zijn preken verzamelde hij telkens ongeveer vierhonderd toehoorders. Hij organiseerde bijzondere plechtigheden, zoals eerste communies, vormsels en uitvaarten.
Verschillende priesters voegden zich bij Helsen. In 1833 was het een zekere Dupré en de Roeselarenaar Jan-Albert Lanssen (°1795). Ze bleven slechts enkele maanden. In 1835 was het Pieter Speeckaert, die echter na een maand alweer verdween, beschuldigd van alcoholisme. In 1836 was het pater Isidore Sentenac, die zich ook al na een paar maanden terugtrok.
Vanaf 1834 kreeg Helsen steun vanwege de voorloper van het socialisme en van de Vlaamse Beweging, de arbeider geworden onderwijzer Jacob Kats (1804-1886). Onder de toneelstukken die hij schreef, waren er die rechtstreeks door de theorieën van Helsen geïnspireerd waren. Wanneer Kats meetings hield, meestal in herbergen, was Helsen aanwezig.

## Einde
Stilaan verminderde de aanhang van Helsen. Weldra verenigde hij nog slechts een paar dozijn medestanders tijdens zijn bijeenkomsten. Hij kon de huur van het lokaal in de Fabrieksstraat niet meer betalen en vertrok naar een hangar in Schaarbeek. Op 2 november 1837 was er een hevige storm en de hangar viel omver. Hij huurde vervolgens een herberg om er zijn bijeenkomsten te houden. In de loop van 1838 kwam hij in ruzie met Kats.
In 1841 woonde Helsen in bij een neef, Jan Helsen, in Schaarbeek. Hij bewoonde er, in de grootste vuilheid, een armtierige kamer. 
In juli 1841 werd hij, als geestesgestoorde, opgenomen bij de alexianen in Leuven en zijn broer Amandus werd als zijn voogd aangesteld.
Op 14 november 1842, hiertoe aangezet door de deken van Leuven Crassaerts, die zijn jaargenoot was in het seminarie, ondertekende hij eindelijk een retractatie en een paar weken later overleed hij. Hij die zo vaak schandaal had veroorzaakt en veelvuldig in de pers was besproken, verdween praktisch onopgemerkt, in de volledige anonimiteit.

## Publicaties
- Le Pape de Rome et les évêques de sa communion, corrupteurs du dogme et de la morale de Jésus-Christ, Brussel, Brussel, 1834.
- La vie de Notre-Seigneur. Abrégé de la doctrine chrétienne
- Avis à l'archevêque de Malines, Mgr Sterckx, sur les abus du célibat des prêtres, Brussel, 1834.
- Traité très curieux sur la confession auriculaire, 1834.

## Bron
- Archief aartsbisdom Mechelen, Dossier Helsen.